# District historique de Slob
Le district historique de Slob est un district historique, situé à Slob (Sainte-Croix), dans les Îles Vierges des États-Unis. Il a été inscrit Registre national des lieux historiques.

## Historique
Plantation de canne à sucre, au milieu du XVIIIe siècle, et propriété de la famille Bodkin jusqu'en 1784, le domaine était doté d'une usine, d'un moulin à eau, d'une « grande maison » construite vers 1750 et d'un village d'esclaves.
À la suite de l'abolition de l'esclavage en 1848, la fortune du domaine se dégrade et une grande partie des riches terres deviennent des pâturages pour les moutons et les bovins. En 1878, une grogne sociale dû aux bas salaires se transforment en véritables émeutes sur l'île de Sainte-Croix et la plantation est incendiée.
Au début du XXIe siècle, il est toujours possible de contempler la « grande maison », les écuries et une usine des années 1840. C'est également le lieu de naissance de Cyril King, le deuxième gouverneur des îles Vierges des États-Unis.